# Khvoshgelān
Khvoshgelān (persiska: وُشكَلان, خوُشگِلان, خوشگلان, Voshkalān) är en ort i Iran.   Den ligger i provinsen Kurdistan, i den nordvästra delen av landet, 500 km väster om huvudstaden Teheran. Khvoshgelān ligger 1 570 meter över havet och antalet invånare är 124.
Terrängen runt Khvoshgelān är kuperad åt sydost, men åt nordväst är den bergig. Khvoshgelān ligger nere i en dal.Runt Khvoshgelān är det ganska tätbefolkat, med 60 invånare per kvadratkilometer. Närmaste större samhälle är Chenāreh, 7,1 km söder om Khvoshgelān. Trakten runt Khvoshgelān består i huvudsak av gräsmarker.